# Søren Henriksen
Søren Henriksen (født 4. februar 1992) er en dansk tidligere professionel fodboldspiller og nuværende assisterende sportschef for FC Nordsjælland.

## Klubkarriere
Han har tidligere spillet for HB Køge og FC Nordsjælland. 
Den 27. januar 2016 blev det offentliggjort, at Søren Henriksen skiftede til Vendsyssel F.F. på en aftale gældende frem til sommeren 2017.
Den 25-årige forsvarsspiller skiftede den 16. juni 2017 til den nyoprykkede Superligaklub FC Helsingør. Her skrev han under på en toårig aftale. Han fik sin debut den 16. juli 2017 i 1. spillerunde af 2017-18-sæsonen, da han startede inde og spillede alle 90 minutter i et 2-1-nederlag ude til Hobro IK. Han nåede i alt at spille 35 ud af 36 mulige kampe for FC Helsingør, alle fra start og med fuld spilletid i 34.
Han skiftede i juni 2018 til Vendsyssel FF, der netop var nyoprykket til Superligaen. Vendsyssel FF havde valgt at benytte en frikøbsklausul i Henriksens kontrakt. Han vendte således tilbage til den klub, hvor han også spillede fra 2016 til 2017.

## Landsholdskarriere
Han har spillet i alt fem kampe for U/20-landsholdet, hvilket samtidig er de eneste optrædener for danske ungdomslandshold. Han fik sin debut den 25. juli 2011, da han startede inde og spillede alle 90 minutter i en 1-1-kamp mod Nordirland.